# Félix Rose
Félix Rose, né le 15 juillet 1987 à Montréal, est un documentariste, producteur et scénariste québécois. Il est le fils de Paul Rose et le neveu de Jacques Rose, figures incontournables du Front de libération du Québec (FLQ) lors de la crise d'Octobre, en 1970.
Il est également le petit-fils de Rose Rose, qui a milité pour le droit des prisonniers politiques. Félix Rose est surtout connu pour les documentaires Les Rose (2020) et La Bataille de Saint-Léonard (2024) ainsi que les séries documentaires Le Dernier Felquiste (2020) et Québec Rock (2024)

## Biographie

### Enfance et formation
Félix Rose est le fils de Paul Rose, ex-felquiste, syndicaliste ayant œuvré à la Confédération des syndicats nationaux (CSN) et chargé de cours à l'Université du Québec à Rimouski (UQAR), et d'Andrée Bergeron, enseignante et orthopédagogue. La famille Rose déménage dans le quartier Chomedey, à Laval, en 1990. Ce moment coïncide avec la naissance de Rosalie Rose, la jeune sœur de Félix. Provenant d'une famille de militants indépendantistes québécois de gauche, Félix Rose participe à de nombreuses manifestations durant son enfance. À 7 ans, Félix Rose apprend d'une cousine que son père fut impliqué dans la mort du ministre Pierre Laporte lors de la crise d'Octobre, en 1970. Dès lors, il commence à se questionner quant au passé militant de son père et de son oncle, Jacques Rose, tentant de comprendre ce qui les a poussé à commettre des gestes aussi graves. Étant incapable d'aborder cette question avec sa famille, il fait ses propres recherches, ce qui l'amène à s'intéresser à l'histoire du Québec et au Front de libération du Québec (FLQ),,,.
À l'âge de 12 ans, à la suite d'un projet scolaire, il se découvre une passion pour la généalogie. Il s'agit d'une passion qu'il partage avec son père : cet intérêt commun les rapproche grandement. Le duo père-fils passe une bonne partie de son temps libre à fréquenter les bibliothèques et les cimetières à la recherche de leurs ancêtres. C'est de cette façon que Félix découvre les racines ouvrières de la famille Rose, de descendance irlandaise.
C'est sa mère Andrée, avec qui il regarde beaucoup de film en bas âge, qui lui transmet l'amour du cinéma. Le jeune Félix éprouve des difficultés langagières et un suivi en orthophonie et en orthopédagogie seront nécessaires pendant une bonne partie de son parcours académique. Plus tard, il estimera que c'est le cinéma qui lui a permis de passer au travers de ses difficultés scolaires:

« J'ai toujours été cinéphile. Très jeune, je rêvais d'avoir une caméra. J'ai achalé mes parents trois ans pour en avoir une. Quand j'ai enfin tenu l'outil dans mes mains, peut-être de façon inconsciente, j'ai réalisé que c'était une façon d'immortaliser mon univers. J'avais déjà en tête de filmer des traces de ma famille. La caméra a été une façon d'être en contact avec celle-ci. Je les gossais, j'étais le petit gars qui les filmait tout le temps. Je ne sais pas à quel âge j'ai commencé à dire que j'allais faire un film sur ma famille, mais j'ai le sentiment que Les Rose, aujourd'hui à 33 ans, est l'aboutissement de 20 années de travail. »

À l'adolescence, le documentariste Simon Beaulieu (Lemoyne, Godin, Miron), qui enseigne alors le cinéma dans une maison des jeunes, initie Félix Rose au cinéma direct et à l'œuvre de Pierre Perrault. Rose complète un diplôme d'étude collégial (DEC) en cinéma au Collège Ahuntsic en 2006, ainsi qu'un baccalauréat en télévision à Université du Québec à Montréal (UQAM) en 2010. Après ses études, il enseigne le cinéma à titre d'animateur pédagogique à l'école Mont-de-La Salle, qu'il a fréquentée au secondaire et où sa mère enseigne. Il donne également des formations de cinéma et de photographie dans des centres communautaires.

### Parcours professionnel

#### Début de carrière et premiers films
Félix Rose fait ses premières armes comme monteur et scénariste sur la websérie de fiction Temps mort, réalisée par Éric Piccoli, avec qui il collaborera sur de nombreux projets. Cette websérie reçoit deux nominations aux International Emmy Awards et remporte en 2012 le prix Gémeaux de la meilleure série.
En 2011, après une dizaine d'années de recherches généalogiques, Félix Rose et son père Paul Rose réalisent un rêve commun, à savoir parcourir l'Irlande, terre de leurs ancêtres. Le duo père-fils découvre que la famille provient du comté de Mayo et que leur patronyme s'écrivait « Rouse » avant d'être francisé en Amérique. Paul Rose était déjà connu des Irlandais car il a fait une grève de la faim en solidarité avec Bobby Sands, prisonnier politique irlandais mort en 1981. À Belfast (Irlande du Nord), les Rose sont accueillis par les membres du Sinn Féin, parti politique né d'une scission avec l'Irish Republican Army (IRA),,. Ce voyage ne se déroule toutefois pas sans embûches, puisque Paul Rose, déjà aveugle d'un œil, perd soudainement la vue. Félix Rose décrira ces évènements comme un tournant:

« Je devais le guider partout. J'étais angoissé pour lui, mais il n'a jamais paniqué. Sans faire de mauvais jeu de mots, ça m'a ouvert les yeux sur le fait que mon père n'était pas éternel. C'est là que je me suis dit que je devais faire quelque chose sur mon père. »

De retour au Québec, Félix Rose décide de monter un projet documentaire pendant que son père se reconstruit une santé. Ce dernier récupère la vue à la suite d'une opération,. Pour familiariser son père avec la caméra, Félix monte une petite équipe de tournage bénévole avec Vincent Allard (1989-2017) et sa sœur Rosalie Rose. Il suit alors son père lors des manifestations étudiantes de 2012, où il fait son dernier discours. Lors de l'élection québécoise de 2012, Paul Rose milite pour le parti Québec solidaire (QS), dans la circonscription de Saint-Jérôme. Il agit comme conseiller auprès de Vincent Lemay-Thivierge, qui affronte Jacques Duchesneau, candidat vedette de la Coalition avenir Québec (CAQ). Ce tournage donnera naissance au premier long métrage documentaire de Félix Rose, Avec la gauche. En février 2014, le film est présenté en première mondiale aux Rendez-vous du cinéma québécois.
Quelques mois après le tournage du film Avec la gauche, Félix présente le projet de son film Les Rose à son père. Après avoir discuté de la crise d'Octobre avec son fils, Paul Rose est victime d'un accident cardio-vasculaire (AVC) et est hospitalisé à l'hôpital Sacré-Coeur. À son chevet, Félix lui fait la promesse d'aller au bout sa démarche. Paul Rose meurt deux jours plus tard, soit le 14 mars 2013,,,. Félix Rose présentera la mort de son père comme déterminante dans la poursuite de son projet: 

« Je me suis senti investi d'une mission. Encore plus qu'avant. Je me suis aussi senti coupable de ne pas avoir [eu le temps] d'enregistrer son témoignage. Cette culpabilité s'est transformée en obsession. »

 En novembre 2014, Félix Rose rencontre la productrice de l'Office national du film (ONF) Colette Loumède lors d'un évènement organisé pendant les Rencontres internationales du documentaire de Montréal (RIDM). Convaincue par son approche, à savoir de comprendre les gestes posés par sa famille dans une perspective intime, sans tenter de les justifier, Loumède accepte de coproduire Les Rose en collaboration avec la maison de production Babel Films. Il est entendu que ce sera un projet de longue haleine prévu pour le 50e anniversaire de la crise d'Octobre, en 2020. L'objectif est de se laisser le temps nécessaire à la recherche et à la réflexion en montage, notamment parce qu'il s'agit d'un projet qui risque de susciter la controverse.
À l'automne 2014, Félix Rose coréalise avec Éric Piccoli le long métrage documentaire Yes, qui suit l'artiste visuel Simon Beaudry, alors qu'il traverse l'Écosse à quelques jours d'un référendum sur son indépendance. Beaudry  y fait alors des performances artistiques visant à échanger avec la population. Le film fait plusieurs parallèles avec la situation du Québec. Yes sera présenté en première lors d'une soirée Tapis bleu aux Rendez-vous Québec cinéma en février 2017. Le documentaire sortira par la suite dans quelques salles.
En 2015, Félix Rose réalise les courts-métrages Marie-Paule déménage, qui raconte la décision déchirante prise par sa grand-mère maternelle de vendre sa maison pour aller vivre en résidence, ainsi que Le Gérant, qui propose le portrait d'un ami d'enfance, Stéphane Nagy-Gravel, qui décide de quitter son emploi dans une station-service dans l'espoir d'une vie meilleure. La même année, Félix Rose devient producteur et actionnaire de la compagnie Babel Films avec Éric Piccoli, Marco Frascarelli et Philippe Allard. Il y coproduira ses projets ainsi que la série web Je me souviens (Anaïs Barbeau-Lavalette, Rémi Fréchette, Martin Cadotte) et le documentaire Avec un sourire la révolution (Alexandre Chartrand), qui traite du référendum de 2017 en Catalogne.
En 2017, Félix Rose réalise un court documentaire, Vaillancourt, en hommage à l'artiste Armand Vaillancourt, proche de la famille Rose, à l'occasion de la remise des prix Hommage Québecor. Rose est l'un des producteurs exécutifs des deux saisons de l'émission jeunesse Pourquoi (Alexandre Roy) et de la saison 2 et 3 de la fiction Écrivain public (Éric Piccoli), récompensées par plusieurs prix Gémeaux. Après la tournée promotionnelle du film Les Rose, en 2020, il décide de quitter Babel Films pour se consacrer à la réalisation.

#### Les RoseetLe Dernier Felquiste
Jacques Rose, oncle de Félix Rose et ex-felquiste, n'a jamais voulu s'exprimer sur les événements d'Octobre et est initialement réticent à participer au documentaire de son neveu. Il a fallu deux ans à Félix Rose pour le persuader. En octobre 2015, Jacques Rose a besoin d'aide pour poser des fenêtres. Félix accepte alors de l'aider en échange de deux heures d'entrevue par jour, après les travaux. Accompagné d'Éric Piccoli derrière la caméra, il entame alors une semaine d'échanges intimes avec son oncle Jacques. Cette semaine de tournage constituera le fil narratif du film Les Rose, qui sortira cinq ans plus tard,,,. Durant la décennie de recherche consacrée au film, Félix Rose a créé un fonds d'archives de plus de 50 000 documents consacrés au FLQ et à la crise d'Octobre, et a recueilli de nombreux témoignages inédits avec pour objectif d'enrichir la mémoire collective. Avec le réalisateur Éric Piccoli, il développe en parallèle un projet de série télé sur l'histoire du FLQ. En 2017, le duo s'associe à la réalisatrice Flavie Payette-Renouf et aux journalistes Antoine Robitaille et Dave Noël, qui ont entamé un projet sur François Mario Bachand (1944-1971), felquiste mystérieusement assassiné à Paris. Le groupe décide de collaborer pour développer une série documentaire proposant une intrigue autour du meurtre de Bachand, ce qui leur permet du même coup de raconter l'histoire des différents réseaux du FLQ de 1963 à 1971. Plusieurs des entrevues réalisées par Félix Rose avec d'anciens felquistes entre 2013 et 2018 serviront à cette série intitulée Le Dernier Felquiste.
L'enquête entraîne les réalisateurs et journalistes jusqu'à Saint-Ouen, en région parisienne, où Bachand a été assassinée. L'équipe doit revenir d'urgence au Québec le 14 mars 2020, au tout début de la pandémie de Covid-19, mais le tournage-documentaire est complété juste à temps. Le tournage-fiction est annulé à cause de la pandémie et est remplacé par de l'animation, ce qui s'avère finalement bénéfique. Outre son rôle à la réalisation, Félix Rose occupe une place à l'écran, agissant comme facilitateur auprès des journalistes puisqu'il a développé plusieurs contacts avec d'anciens membres du FLQ.
La série documentaire de six épisodes, coproduite par Babel Films et Les productions Déferlantes, est lancée le 5 octobre sur Club illico, quelques semaines après la sortie de salle du documentaire Les Rose. Dans le palmarès de fin de l'année du Journal Le Devoir, Le Dernier Felquiste est nommé meilleure série documentaire québécoise de l'année. Le documentaire est également reconnu comme une des séries marquantes de l'année par le Journal Métro. Entre 2018 et 2019, Félix Rose et le monteur Michel Giroux (La Mémoire des anges, La Part du diable)  passent douze mois à monter les séquences du documentaire Les Rose dans les anciens locaux de l'ONF, à Ville-Saint-Laurent. Dans Québec Hebdo, Félix Rose confiera que la découverte des cassettes enregistrées clandestinement par son père en prison sera l'élément qui le marquera le plus durant le processus : « J'ai découvert son monde intérieur ».
Le 14 août 2020, Les Rose est finalement présenté en ouverture du festival Les Percéides, qui bat un record d'affluence avec la présence de 500 personnes réunies dans un cinéparc (150 voitures), une formule choisie pour respecter les règles sanitaires qu'impose la pandémie de Covid-19. Le film est un succès critique et populaire. On souligne les qualités cinématographiques et les perspectives historiques du film, qui explore un pan méconnu de l'histoire du Québec. Les Rose figure au 5e rang des films québécois ayant rapportés le plus d'argent en 2020 avec des revenus de 220 789 dollars. Il est le film francophone le plus visionné de l'histoire de la plateforme numérique de l'ONF et est regardé par plus de 224 000 téléspectateurs sur la chaîne TVA,. À l'international, le New-York Times qualifie Les Rose de « succès surprise et de phénomène au Québec » (surprise hit and sensation in Quebec).
Lors de la 23e cérémonie du Gala Québec-Cinéma, Les Rose remporte le Prix du public même si les documentaires étaient initialement inadmissibles dans cette catégorie. À la suite d'une controverse sur l'absence de Les Rose, Québec-CInéma change son fusil d'épaule pour y inclure les documentaires,. À la réception de son Iris, Félix Rose fait un cri du cœur pour la reconnaissance du genre documentaire au Québec,,.

#### Québec RocketLa bataille de Saint-Léonard
Félix Rose poursuit sa démarche d’exploration mémorielle à travers deux autres projets marquants : Québec rock et La bataille de Saint-Léonard. Le projet de Québec rock naît d’une rencontre avec Pierre Harel, parolier et chanteur des groupes Offenbach et Corbeau, lors de la production de Les Rose. Harel, qui avait coréalisé le court-métrage Taire des hommes en 1968 avec Paul Rose, vit dans la précarité malgré son rôle important dans l’histoire du rock québécois. Cette découverte pousse Félix Rose à s’intéresser aux trajectoires souvent oubliées des membres d’Offenbach et de Corbeau, au-delà des figures emblématiques comme Gerry Boulet et Marjo. Aidé par Patrick Lebrasseur, admirateur des deux groupes, il recueille les témoignages de nombreux musiciens. La série documentaire met ainsi en lumière les tensions internes, les rivalités et les apports collectifs qui ont façonné ces formations majeures de la scène musicale québécoise. 
L’œuvre a été largement saluée par la critique au Québec pour son approche honnête et sa richesse documentaire. Richard Therrien, chroniqueur au Le Soleil, souligne le ton direct et sans complaisance de la série : « Pas de faux-fuyants ou de phrases hypocrites, comme on en entend trop souvent dans ce genre de séries. […] Le réalisateur Félix Rose arrache des confidences très crues aux plus grands acteurs de l’époque ». Il salue également la qualité des analyses proposées et l’utilisation judicieuse d’archives, permettant de « mesurer l’importance des deux formations dans le portrait du rock québécois et dans le cœur des amateurs ». 
En parallèle, Félix Rose travaille également sur La bataille de Saint-Léonard, un documentaire consacré à la crise linguistique qui a marqué ce quartier montréalais à la fin des années 1960. L’intérêt du réalisateur pour cet épisode remonte à ses recherches pour Les Rose, durant lesquelles il découvre l’implication de son père Paul Rose dans les manifestations entourant cette crise. Le sujet étant trop vaste pour être intégré dans Les Rose, il décide d’en faire un film distinct. En juin 2017, il enregistre un entretien avec Raymond Lemieux, porte-parole des parents francophone pendant la crise, quelques mois avant sa mort. Désireux de rendre hommage à Lemieux, alors ignoré des médias, Rose entame un long travail de collecte de témoignages, incluant ceux de la famille Barone, représentante de la communauté italienne. Il consacre sept années à ce projet, en collaboration avec le monteur Michel Giroux. Le film est présenté pour la première fois au Festival de cinéma de la Ville de Québec et prend l'affiche le 11 octobre 2024 à travers le Québec. Il reste à l'affiche quatre mois dans la ville de Montréal, un exploit pour un documentaire. Il est diffusé le 10 janvier 2025 à 22h30 sur les ondes de TVA.
La bataille de Saint-Léonard fait l'objet de critiques positives dans plusieurs médias québécois. Pour Marie-France Bazzo, elle-même fille d'immigrant italien, « [l]a force du documentaire de Félix Rose est de montrer l’intime et l’Historique, le personnel et la société. Les évènements qu’il décrit ont contribué à cette idée que la place du français doit être protégée par la loi. Les répercussions sont fondamentales pour le Québec actuel ». Dans Le Devoir, le chroniqueur Jean-François Nadeau parle également en termes très positifs du documentaire de Félix Rose, saluant son travail de recherche, ayant le mérite « de rappeler aux consciences d’aujourd’hui les termes des conflits sociaux qui se jouent autour de la question de la langue et du monde populaire ». 
Selon le cinéaste, Québec Rock et La bataille de Saint-Léonard partagent une même préoccupation autour de la langue : « Pour moi, il y a une connexion entre les deux projets. Avec Offenbach vs Corbeau, je me suis intéressé à la langue dans son aspect culturel, tandis que dans La bataille de Saint-Léonard, c’est aussi la langue, mais sous l’aspect politique ». 
Le 24 octobre 2024, à la Chambre des communes d'Ottawa, les députés du Bloc québécois rendent hommage au réalisateur. Rose est porte-parole de L'Enfer des patriotes 2025, une course de vélo sur route unique qui allie l’histoire et la pratique du cyclisme.

## Vie personnelle
Félix Rose est le conjoint de Myriam D'Arcy, directrice générale de la Fondation Lionel-Groulx, et le père d'une fillette née en 2018. La petite famille fait une courte apparition à la fin du documentaire Les Rose.

## Filmographie

### Comme réalisateur
- La Bataille de Saint-Léonard (Documentaire | 2024 | 108 minutes | Français)
- Québec Rock - Offenbach vs. Corbeau (Série documentaire  | 2024 | 4 x 43 minutes | Français)[36]
- Le Dernier Felquiste (Série documentaire  | 2020 | 6 x 43 minutes | Français)[14]
- Les Rose (Documentaire | 2020 | 127 minutes | Français)[14]
- Vaillancourt - Prix hommage Québecor (Documentaire | 2017 | 14 minutes | Français)[14]
- Yes (Documentaire | 2017 | 82 minutes | Français/Anglais)[14]
- Le Gérant (Documentaire | 2016 | 12 minutes | Français)[14]
- Marie-Paule déménage (Documentaire | 2015 | 12 minutes | Français)[14]
- Avec la gauche (Documentaire | 2014 | 82 minutes | Français)[14]

## Récompenses
- Prix du meilleur documentaire pour Les Rose au festival Les Percéides (2020)[14]
- Gagnant de l'Iris prix du public pour Les Rose au Gala Québec Cinema (2021)[37]
- Grand prix Orel pour Les Rose au festival des films d'auteur de Val-Morin (2022)[38]
- Prix La Fabrique culturelle de Télé-Québec pour La Bataille de Saint-Léonard au festival du film de Sept-îles (2025)[39]